# الحطيم (حبيش)

تعديل مصدري - تعديل

الحطيم هي إحدى قرى عزلة الجعافرة بمديرية حبيش التابعة لمحافظة إب، بلغ تعداد سكانها 41 نسمة حسب تعداد اليمن لعام 2004.